# 4070 Rozov
4070 Rozov (1980 RS2) là một tiểu hành tinh vành đai chính được phát hiện ngày 8 tháng 9 năm 1980 bởi L. V. Zhuravleva ở Nauchnyj.